# Pedioplanis huntleyi
Espèce
Pedioplanis huntleyi est une espèce de sauriens de la famille des Lacertidae.

## Répartition
Cette espèce est endémique d'Angola. Elle se rencontre dans les provinces de Namibe et de Kunene.

## Étymologie
Cette espèce est nommée en l'honneur de Brain Huntley.

## Publication originale
- Conradie, Measey, Branch & Tolley, 2012 : Revised phylogeny of African sand lizards (Pedioplanis), with the description of two new species from south-western Angola. African Journal of Herpetology, vol. 61, no 2, p. 91-112.